# Asparagus neglectus
Asparagus neglectus är en sparrisväxtart som beskrevs av Grigorij Silych Karelin och Ivan Petrovich Kirilov. Asparagus neglectus ingår i släktet sparrisar, och familjen sparrisväxter. Inga underarter finns listade i Catalogue of Life.